# 10584 Ferrini
10584 Ferrini eller 1996 GJ2 är en asteroid i huvudbältet som upptäcktes den 14 april 1996 av de båda italienska astronomerna Andrea Boattini och Luciano Tesi vid Pian dei Termini-observatoriet. Den är uppkallad efter Federico Ferrini.
Asteroiden har en diameter på ungefär 3 kilometer.